# Phil Parmet

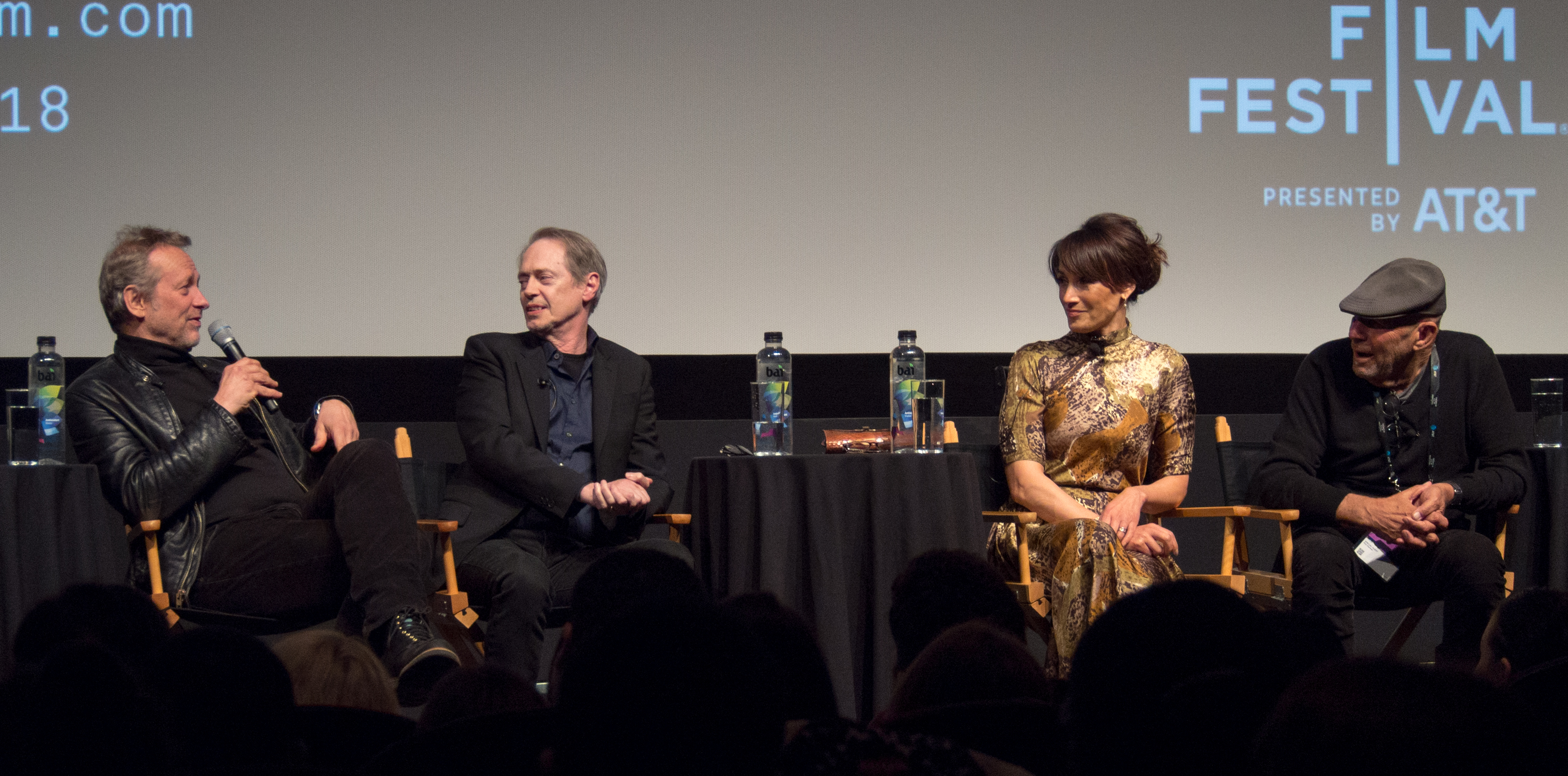
Alexandre Rockwell, Steve Buscemi, Jennifer Beals y Phil Parmet durante el panel de In the Soup (1992) en el Festival de Cine de Tribeca 2018.

Philip Alan Parmet (7 de marzo de 1942) es un director de fotografía conocido por películas como The Devil's Rejects (2005) y Halloween (2007). Trabajó en documentales antes de comenzar su carrera en películas.  

## Filmografía
- 2019 Abduction
- 2007 Halloween
- 2007 Blue State
- 2007 Grindhouse (segmento "Werewolf Women of the SS")
- 2005 The Devil's Rejects
- 2005 Lonesome Jim
- 2005 Symbiopsychotaxiplasm: Take 2 1/2 (documental)
- 2002 American Gun
- 2002 13 Moons
- 2000 Animal Factory
- 1995 Four Rooms (segmento "The Wrong Man")
- 1995 Cyborg 3: The Recycler
- 1994 Nina Takes a Lover
- 1992 In the Soup
- 1992 What Happened to Pete (cortometraje)
- 1990 Street Hunter